# Bird with Streams
Bird with Streams ist ein Jazzalbum von Jon Irabagon. Die an verschiedenen Orten in Falling Rock, South Dakota, am Rande des Black Hills National Forest, im Spätsommer/Frühherbst 2020 entstandenen Aufnahmen erschienen am 2. Juli 2021 auf dessen Label Irrabagast.

## Hintergrund
Der Saxophonist Jon Irabagon war mit seiner Familie im März 2020 aus dem von der COVID-19-Pandemie geplagten New York City geflohen und zog sich auf das Gelände der Schwiegereltern in South Dakota zurück. Auf der Suche nach einem Übungsraum entdeckte er Falling Rock – eine abgelegene Schlucht am Ortsrand, die ihm die Möglichkeit bot, an musikalischen Ideen zu arbeiten – alles unter Einbezug des unterschiedlichen Halls der Umgebung als Hintergrund, je nachdem, wo er gerade Saxophon spielte. Schließlich arbeitete er mehrere Monate in dieser Schlucht; in dieser Zeit setzte sich Irabagon anlässlich des hundertjährigen Geburtstags von Charlie Parker mit dessen Musik und Kompositionen (etwa mit Anthropology, Donna Lee, Now’s the Time oder Ornithology) auseinander.
Dies tat Irabagon, indem er seine Darbietungen von Melodien Parkers und einigen seiner engen Mitarbeiter interpretierte und dazu zwei eigene Stücke hinzugefügt hat.

## Titelliste
- Jon Irabagon: Bird with Streams

1. Anthropology (Charlie Parker, Dizzy Gillespie) 1:32
2. Sippin' at Bells (Miles Davis) 3:27
3. Bebop (Gillespie) 5:11
4. Ornithology (Charlie Parker, Benny Harris) 3:56
5. Now’s the Time 4:03
6. Donna Lee 2:45
7. Hot House (Tadd Dameron) 4:23
8. B. Schwifty (Irabagon) 5:29
9. Mohawk 3:11
10. KC Blues 3:10
11. Get Schwifty (Irabagon) 1:36
12. Segment 3:22
13. Moose the Mooche 2:25
14. Blues for Alice 3:31
15. Quasimodo 5:42

Wenn nicht anders vermerkt, stammen die Kompositionen von Charlie Parker.

## Rezeption
Will Layman zählte das Album zu den besten Neuveröffentlichungen des Jahres 2021 und schrieb, Jon Irabagon sei ein Saxophonist mit erstaunlicher Technik und Vorstellungskraft. Das Ergebnis sei so viel mehr als nur ein Charlie-Parker-Tribut. Auf einigen Tracks spiele Irabagon Bebop mit swingender, wilder Genauigkeit und bewege sich mit solcher Freude durch Parker-Kompositionen, dass der inzwischen 80 Jahre alte Jazzstil als belebend, ewig modern empfunden werde. Auf anderen Stücken verwende er hingegen wilde und ausdrucksstarke Formen erweiterter Techniken, um Birds Melodien auf schillernde neue Weise zu verwirklichen. Sogar bei seinen wenigen Eigenkompositionen auf dem Album werde der Hörer darauf hingewiesen, dass der Jazz einen Stammbaum hat, selbst wenn seine Praktiken am wagemutigsten sind.

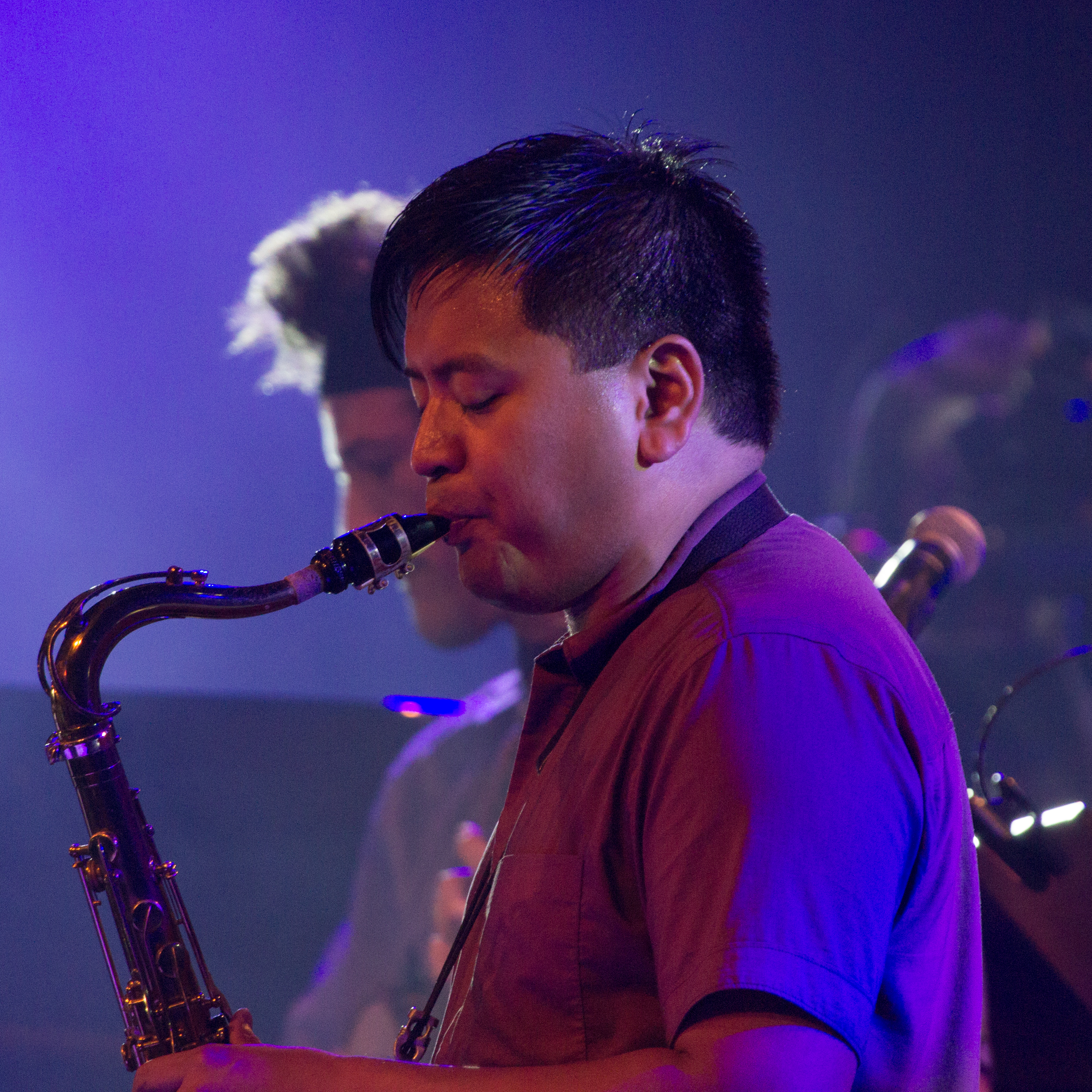
Jon Irabagon (2014). Foto von Harald Krichel

Kevin Whitehead meinte im National Public Radio, Jon Irabagons Saxophon klinge in freier Wildbahn wilder, „ein rauer Holzfällerton“. Sein Auftritt im Falling Rock Canyon führe zudem dazu, dass der Klang sich weit ausbreite. Mit seinem Instrument begründete Irabagon eigene Präsenz und Identität, als er sieben Monate lang die wilde Landschaft heimsuchte. Allerdings würde seine Stimme auf dem Instrument mit seiner Beherrschung exzentrischer Saxophontexturen nicht immer erkennbar menschlich klingen. Auf ihre eigene verschmitzte Art seien Jon Irabagons Black-Hills-Ausführungen auf dem Album die „perfekte Musik für eine Ära, in der wir nie wissen, was als nächstes auf uns zukommt.“
Phillip Lutz schrieb im Down Beat, auf Bird with Streams liefere er ein paar abgefahrene Bebop-inspirierte Nummern mit Melodien wie „Sippin’ at Bells“. An anderer Stelle schöpfe er seine beachtlichen technischen Tricks aus: Flatterzunge, kombiniert mit Tastenschlägen bei „Mohawk“, das Summen wie ein Trompeter in seinem Mundstück bei „Anthropology“, mit durch sein Saxophon strömender Luft bei „Moose the Mooche“, ein Versuch, die Stürme in der Schlucht nachzuahmen. In Echtzeit spiele er mit und gegen die Umgebungsgeräusche des Canyons. Aber er sei nicht abgeneigt gewesen, in der Postproduktion eine Erzählung voranzutreiben; bei „Quasimodo“ verblasse sein letzter Vamp in einem Wasserrauschen, das einer Naturaufnahme entnommen wurde. Die Absicht sei es gewesen, so Irabagon in einem Interview, eine Sturzflut aus einem Bach in der Schlucht heraufzubeschwören – „vielleicht ein bisschen ausgefallener Humor, aber das passt zu Irabagons Ästhetik.“
Nach Ansicht von Barry Witherden (Jazz Journal) variiere seine Herangehensweise an die Melodien sehr stark, von fast reinen Lesarten von Themen bis hin zu abstrakten Klangexperimenten, bei denen es alles andere als leicht sei, die Quellenkomposition zu identifizieren, wie etwa bei „Anthropology“, „Mohawk“ und „Moose the Mooche“. Meist seien die Tracks jedoch energetische, überzeugende Beispiele für Neo-Post-Bop bzw. Post-Neo-Bop, mit einigen netten bluesigen Elementen hier und da. Parker habe das Aufkommen des Free Jazz nicht mehr erlebt, so der Autor. Doch was hätte Bird getan, wenn er länger gelebt hätte? Im Jahr 2016 interviewte Irabagon Sonny Rollins für Downbeat, und Rollins kommentierte: „Der Geist der Art und Weise, wie Charlie Parker spielte, deutete auf Freiheit hin.“ Irabagon habe dies hier bewundernswert demonstriert.